# Campionati del mondo di atletica leggera 2013 - Getto del peso femminile
La gara del getto del peso femminile dei Campionati del mondo di atletica leggera 2013 si è svolta su due giorni: le qualificazioni la mattina dell'11 agosto e la finale la sera del 12 agosto.

## Podio
| Pos.    | Atleta              | Nazionalità   | Misura  |
| ------- | ------------------- | ------------- | ------- |
| Oro     | Valerie Adams       | Nuova Zelanda | 20,88 m |
| Argento | Christina Schwanitz | Germania      | 20,41 m |
| Bronzo  | Lijiao Gong         | Cina          | 19,95 m |

## Situazione pre-gara

### Record
Prima di questa competizione, il record del mondo e il record dei campionati erano i seguenti.
| Record                | Prestazione | Atleta                               | Data                                  | Competizione  |
| --------------------- | ----------- | ------------------------------------ | ------------------------------------- | ------------- |
| Record mondiale       | 22,63 m     | Natal'ja Lisovskaja Unione Sovietica | 7 giugno 1987 Mosca, Unione Sovietica |               |
| Record dei campionati | 21,24 m     | Natal'ja Lisovskaja Unione Sovietica | 5 settembre 1987 Roma, Italia         | Mondiali 1987 |

### Campionesse in carica
Le campionesse in carica, a livello mondiale e continentale, erano:
| Campionessa | Atleta                      | Prestazione | Data                                | Competizione         |
| ----------- | --------------------------- | ----------- | ----------------------------------- | -------------------- |
| Olimpica    | Valerie Adams Nuova Zelanda | 20,70 m     | 6 agosto 2012 Londra, Regno Unito   | Giochi olimpici 2012 |
| Mondiale    | Valerie Adams Nuova Zelanda | 21,24 m     | 29 agosto 2011 Taegu, Corea del Sud | Mondiali 2011        |
| Europea     | Nadine Kleinert Germania    | 19,18 m     | 27 giugno 2012 Helsinki, Finlandia  | Europei 2012         |

### La stagione
Prima di questa gara, le atlete con le migliori tre prestazioni dell'anno erano:
| Pos. | Atleta                       | Prestazione | Data                                   |
| ---- | ---------------------------- | ----------- | -------------------------------------- |
| 1    | Valerie Adams Nuova Zelanda  | 20,90 m     | 27 luglio 2013 Londra, Regno Unito     |
| 2    | Michelle Carter Stati Uniti  | 20,24 m     | 22 giugno 2013 Des Moines, Stati Uniti |
| 3    | Christina Schwanitz Germania | 20,20 m     | 18 maggio 2013 Shanghai, Cina          |

Altre cinque atlete hanno lanciato sopra i 19,00 m.

## Risultati

### Qualificazioni
La qualificazione si è svolta, con le atlete divise in due gruppi (A e B), a partire dalle 10:45 dell'11 agosto 2013.

L'accesso alla finale è riservato alle concorrenti con una misura di almeno 18,70 m o, alle prime dodici atlete della qualificazione.
| Pos | Gruppo | Atleta                       | Paese             | 1ª prova | 2ª prova | 3ª prova | Risultato | Note |
| --- | ------ | ---------------------------- | ----------------- | -------- | -------- | -------- | --------- | ---- |
| 1   | A      | Valerie Adams                | Nuova Zelanda     | 19,89 m  |          |          | 19,89 m   | Q    |
| 2   | B      | Michelle Carter              | Stati Uniti       | 18,29 m  | 19,76 m  |          | 19,76 m   | Q    |
| 3   | A      | Evgenija Kolodko             | Russia            | 19,55 m  |          |          | 19,55 m   | Q    |
| 4   | B      | Christina Schwanitz          | Germania          | 18,06 m  | 19,18 m  |          | 19,18 m   | Q    |
| 5   | A      | Lijiao Gong                  | Cina              | 18,88 m  |          |          | 18,88 m   | Q    |
| 6   | A      | Liu Xiangrong                | Cina              | 18,54 m  | 18,11 m  | 18,68 m  | 18,68 m   | q    |
| 7   | B      | Irina Tarasova               | Russia            | 18,37 m  | x        | 18,19 m  | 18,37 m   | q    |
| 8   | B      | Natalia Duco                 | Cile              | 17,73 m  | 17,78 m  | 18,28 m  | 18,28 m   | q    |
| 9   | B      | Li Ling                      | Cina              | 18,13 m  | x        | 18,19 m  | 18,19 m   | q    |
| 10  | B      | Halyna Obleščuk              | Ucraina           | 18,04 m  | x        | 17,82 m  | 18,04 m   | q    |
| 11  | A      | Tia Brooks                   | Stati Uniti       | 17,92 m  | 17,68 m  | 17,75 m  | 17,92 m   | q    |
| 12  | B      | Alena Kopec                  | Bielorussia       | 16,68 m  | 17,87 m  | 17,50 m  | 17,87 m   | q    |
| 13  | A      | Josephine Terlecki           | Germania          | 17,87 m  | x        | x        | 17,87 m   |      |
| 14  | A      | Cleopatra Borel-Brown        | Trinidad e Tobago | 16,90 m  | 17,84 m  | 17,02 m  | 17,84 m   |      |
| 15  | A      | Anca Heltne                  | Romania           | 17,76 m  | 17,46 m  | x        | 17,76 m   |      |
| 16  | A      | Julija Leancjuk              | Bielorussia       | 16,93 m  | 17,09 m  | 17,73 m  | 17,73 m   |      |
| 17  | A      | Sandra Lemos                 | Colombia          | 17,55 m  | 17,48 m  | x        | 17,55 m   |      |
| 18  | B      | Geisa Arcanjo                | Brasile           | 17,55 m  | x        | x        | 17,55 m   |      |
| 19  | B      | Radoslava Mavrodieva Yankova | Bulgaria          | 17,34 m  | 17,16 m  | 17,33 m  | 17,34 m   |      |
| 20  | A      | Anita Márton                 | Ungheria          | 16,98 m  | 17,32 m  | 16,99 m  | 17,32 m   |      |
| 21  | A      | Ol'ha Holodna                | Ucraina           | 17,21 m  | x        | 17,17 m  | 17,21 m   |      |
| 22  | B      | Chiara Rosa                  | Italia            | 17,18 m  | x        | 16,71 m  | 17,18 m   |      |
| 23  | B      | Úrsula Ruiz                  | Spagna            | 16,64 m  | 16,99 m  | 17,14 m  | 17,14 m   |      |
| 24  | B      | Ahymará Espinoza             | Venezuela         | 16,24 m  | 16,86 m  | 16,39 m  | 16,86 m   |      |
| 25  | B      | Yaniuvis López               | Cuba              | x        | 16,82 m  | 16,56 m  | 16,82 m   |      |
| 26  | A      | Emel Dereli                  | Turchia           | 16,58 m  | 16,03 m  | 16,60 m  | 16,60 m   |      |
| 27  | B      | Alëna Dubickaja              | Bielorussia       | x        | 16,37 m  | 16,53 m  | 16,53 m   |      |
| 28  | B      | Valentina Mužarić            | Croazia           | 16,47 m  | x        | 16,44 m  | 16,47 m   |      |
| 29  | B      | Alyssa Hasslen               | Stati Uniti       | 15,93 m  | 15,67 m  | 15,97 m  | 15,97 m   |      |
|     | A      | Leyla Rajabi                 | Iran              |          |          |          | DNS       |      |

### Finale
La finale si è svolta a partire dalle 20:25 del 12 agosto 2013 ed è terminata dopo un'ora circa.

Le migliori 8 classificate dopo i primi tre lanci accedono ai tre lanci di finale.
| Pos.   | Atleta              | Nazionalità   | 1ª prova | 2ª prova | 3ª prova | 4ª prova | 5ª prova | 6ª prova | Misura  | Note                          |
| ------ | ------------------- | ------------- | -------- | -------- | -------- | -------- | -------- | -------- | ------- | ----------------------------- |
| center | Valerie Adams       | Nuova Zelanda | 20,41 m  | 20,46 m  | 20,88 m  | x        | 20,76 m  | 20,32 m  | 20,88 m |                               |
| center | Christina Schwanitz | Germania      | 19,22 m  | 19,72 m  | 19,61 m  | 19,42 m  | 19,74 m  | 20,41 m  | 20,41 m | Miglior prestazione personale |
| center | Lijiao Gong         | Cina          | 19,16 m  | 19,95 m  | 19,74 m  | x        | 19,37 m  | 19,77 m  | 19,95 m |                               |
| 4      | Michelle Carter     | Stati Uniti   | 19,92 m  | 19,94 m  | 19,35 m  | x        | 19,67 m  | 19,57 m  | 19,94 m |                               |
| 5      | Evgenija Kolodko    | Russia        | 18,97 m  | 19,49 m  | 19,40 m  | 19,81 m  | x        | x        | 19,81 m |                               |
| 6      | Li Ling             | Cina          | 18,30 m  | 17,97 m  | 18,18 m  | 17,68 m  | 18,39 m  | 18,32 m  | 18,39 m |                               |
| 7      | Irina Tarasova      | Russia        | 18,06 m  | 17,82 m  | 18,08 m  | 18,31 m  | x        | 18,37 m  | 18,37 m |                               |
| 8      | Tia Brooks          | Stati Uniti   | 18,09 m  | x        | 17,94 m  | 17,73 m  | x        | 17,49 m  | 18,09 m |                               |
| 9      | Halyna Obleščuk     | Ucraina       | 16,84 m  | 18,08 m  | 17,92 m  |          |          |          | 18,08 m |                               |
| 10     | Xiangrong Liu       | Cina          | x        | 18,04 m  | 17,72 m  |          |          |          | 18,04 m |                               |
| 11     | Natalia Duco        | Cile          | 17,58 m  | 18,00 m  | 18,02 m  |          |          |          | 18,02 m |                               |
| 12     | Alena Kopec         | Bielorussia   | x        | 17,24 m  | 17,70 m  |          |          |          | 17,70 m |                               |